# Piosenki (album Lecha Janerki)
Piosenki – drugi solowy album Lecha Janerki wydany w 1989 nakładem Polskich Nagrań.
Eskapistyczny „Paragwaj” z tej płyty stał się przebojem. Dwuletnie opóźnienie wydania płyty zostało spowodowane zatrzymaniem przez cenzurę niektórych tekstów, między innymi właśnie „Paragwaju”, w którym „NRD” zmienione zostało na „byle gdzie”, a „paramilitarne gołębie” na „dziwnie roztargnione gołębie”.
Nagrany w maju 1987 w studio Teatru STU przez Piotra Brzezińskiego. Wydany na analogowym LP przez Polskie Nagrania w 1989 (SX 2822). W 2012 Polskie Nagrania wydały album na nośniku CD (PNCD 1392).

## Lista utworów
Strona A
1. „Bomb” (muz. L. Janerka, K. Pociecha; sł. L. Janerka) – 3:20
2. „Bądźmy dziećmi” (muz. L. Janerka, K. Pociecha; sł. L. Janerka) – 3:04
3. „6 dni tygodnia” (muz. L. Janerka, K. Pociecha; sł. L. Janerka) – 4:17
4. „Wszyscy inteligentni mężczyźni idą do wywiadu” (muz. L. Janerka, K. Pociecha; sł. L. Janerka) – 2:00
5. „Paragwaj” (muz. L. Janerka, K. Pociecha; sł. L. Janerka) – 4:56
6. „Jutro będę w N.Y. (z tobą)” (muz. L. Janerka, K. Pociecha; sł. L. Janerka) – 1:29

Strona B
1. „Bez kolacji” (muz. L. Janerka, K. Pociecha; sł. L. Janerka) – 3:12
2. „Niewalczyk” (muz. L. Janerka, K. Pociecha; sł. L. Janerka) – 3:19
3. „Piosenki wigilijne” (muz. L. Janerka, K. Pociecha; sł. L. Janerka) – 3:23
4. „Leniwie lecąc (piosenka dla Martina R.)” (muz. L. Janerka, K. Pociecha; sł. L. Janerka) – 3:53
5. „Piosenka dla żywych” (muz. L. Janerka, K. Pociecha; sł. L. Janerka) – 4:26
6. „Urodziny” (muz. L. Janerka, K. Pociecha; sł. L. Janerka) – 0:58

## Twórcy
- Lech Janerka – gitara basowa, śpiew
- Bożena Janerka – wiolonczela
- Krzysztof Pociecha – gitara
- Janusz Rołt – perkusja
- chór mieszany pod dyrekcją Janusza Grzywacza